# 제주 좌씨
제주 좌씨(濟州左氏)는 한국의 성씨이다. 청주 좌씨라고도 한다. 시조 좌형소(左亨蘇)는 원나라 천관시랑(天官侍郞)으로 고려 말기에 탐라(耽羅) 목마장(牧馬場)의 감목관(監牧官)으로 부임하여 제주(濟州)에 정착하였다.

## 기원
고대 중국 노나라 때의 태사 좌구명(左丘明)에서 비롯되었다고 한다. 문헌에 따르면, 유명한 《춘추좌씨전》을 주석한 대학자이자 유학자로 후배인 공자도 그의 영향을 크게 받은 것으로 전해진다.
한국 좌씨의 기원은 1273년(고려 원종 14) 여원연합군(麗元聯合軍)이 삼별초를 평정한 후 제주도에 탐라총관부를 설치하여 몽골에 귀속시키고 일본 정벌을 위한 준비로 목마장을 설치하여 명마(名馬)를 사육하면서부터이다.

## 역사
시조 좌형소(左亨蘇)는 원나라 천관시랑(天官侍郞)으로 고려 충렬왕 초기인 1270년경 탐라(耽羅) 목마장(牧馬場)의 감목관(監牧官)으로 부임하여 제주(濟州)에 정착한 것이 시초라고 전해진다. 좌형소가 들여 온 몽골말의 후손은 오늘날 제주도 조랑말이다. 좌형소는 조상 대대로 살아오던 고대 중국 행정구역 산동성 청주(靑州)를 본관으로 할 것을 유언으로 남겨 후손들이 청주를 관향으로 삼아왔으나 1922년 조선 호적령에 따라 청주(靑州)라는 지명이 한국에 없기 때문에 음이 같은 청주(淸州)로 본관을 바꾸었고, 한국의 좌씨 발생지는 제주(濟州)이고 이들의 정체성도 한국의 제주(濟州)이기 때문에 일부는 자손 대대로 살아온 제주(濟州)를 본관으로 삼아 세계를 이어왔다.
제주는 탐라총관부가 폐지되어 탐라가 고려에 반환된 후에도 목호들의 지배하에 있다가 최영 장군이 1374년(공민왕 23) 8월 목호의 난을 진압한 후 고려의 영역으로 재편입되었다. 이후 후손에게 세습되던 감목관직을 6세손 좌한기(左漢棄) 대에 이르러 고려에 반납하면서 완전 귀화되었다. 이때 좌한기는 구좌읍 한동리를 떠나 한경면 두모리로 이주하여 정착하여 고려인으로서 생활 기반을 잡았고, 이때부터 가세가 번영하였다.

## 인물
고려 때의 명의 좌자이(左自以)는 고려 왕후의 중병을 완쾌시켜 이에 탄복한 왕으로부터 그가 살던 제주도 제주시 구좌읍 한동리 일대의 토지를 하사 받았다. 지금도 이곳은 좌가장(左哥場)으로 불린다. 좌임관(左任琯)은 일제 때 독학으로 의생 시험에 합격, 2대조 좌자이(左自以)처럼 명의로 명망이 높았다. 좌씨는 조선 조에 종2품 가선대부 5명, 정3품 통정대부 107명, 무과 11명이 등과했다고 한다.
- 좌시우(左時祐) : 조선 말기 유학자‧항일운동가. 제주도 북제주군 애월읍 곽지리 출신. 호는 송암(松菴)이다. 평소 효성 또한 지극하였던 그는 어버이 봉양에 정성을 다하였으며, 돌아가시자 예법에 맞게 상을 치르고 3년간 시묘살이를 하였다. 1894년(고종 31) 그는 곽지리를 둘로 나누어 서쪽 마을을 금성리(錦城里)라고 이름하고 독자적인 마을로 다스렸다. 강한 의협심을 가지고 있던 그는 일본인 중태랑(重太郞)이 곽지리와 금성리의 어장을 강제로 점령하고 착취하자 고을 사람들을 규합하여 어장 보호운동을 펼치고 지역민들의 권익을 지켰다. 또 제주목사(濟州牧使)의 부탁을 받고 제주향교에서 경학(經學)과 시부(詩賦)를 강론하며 후학 양성에도 힘썼다. 1905년(광무 9) 을사늑약 후 1907년(융희 1) 국채보상운동이 전국적으로 일어나자 그는 『좌전(左傳)』과 『삼도부(三都賦)』 등 소장하고 있던 책을 팔아 105냥을 헌납하였으며, 직접 거리로 나가 북을 치며 사람들이 운동에 동참하도록 고무시켰다. 이러한 그의 행적에 대하여 향리의 보고를 받은 군수 윤원구(尹元求)는 완문(完文)을 우선 작성하여 지역 사람들이 그의 효행과 덕행을 본받도록 장려하였으며 한양에 보고하였다. 조정에서는 효성까지 지극했던 그의 애국 정신을 기리기 위해 1908년(융희 2) 4월 정3품을 종2품의 가선대부(嘉善大夫)로 올리도록 명하였다.
- 좌승희 : 경제학자

## 집성촌
- 제주특별자치도 제주시 애월읍 금성리, 곽지리
- 제주특별자치도 제주시 한경면
- 제주특별자치도 서귀포시 대정읍 모슬포